# Hampshire County (Massachusetts)
Hampshire County is een county in de Amerikaanse staat Massachusetts.
De county heeft een landoppervlakte van 1.370 km² en telt 152.251 inwoners (volkstelling 2000). De hoofdplaats is Northampton.

## Geboren
- Joseph Hooker (Hadley, 1814-1879), beroepsofficier en Noordelijke generaal-majoor tijdens de Amerikaanse Burgeroorlog
- Elizabeth Packard (Ware, 1816-1897), activiste